# Irene Nizozemská
Irene Nizozemská (Irene Emma Elisabeth; * 5. srpna 1939, Baarn, Nizozemsko) je nizozemská princezna, druhé dítě královny Juliány a prince Bernharda.
V roce 1964 konvertovala ke katolicismu a na katolickém obřadu v Římě se provdala za prince Karla Huga Bourbonsko-Parmského, čímž ztratila své místo v linii následnictví na trůn. V roce 1981 se rozvedli. Angažovala se v protijaderných kampaních.

## Dětství a rodina
Narodila se 5. srpna 1939 v Soestdijkském paláci. V době jejího narození byla válka jednoznačnou možností, ale protože její rodiče doufali v mírové řešení, rozhodli se pojmenovat svou novou dceru po Eiréné, řecké bohyni míru. Má tři sestry, z nichž nejstarší je bývalá nizozemská královna, princezna Beatrix Nizozemská; dvě mladší jsou princezna Margriet a zesnulá princezna Christina.
Kvůli invazi nacistického Německa do Nizozemska během druhé světové války uprchla nizozemská královská rodina nejprve do Spojeného království. Irene ještě nebyl ani rok, když byla rodina nucena opustit Nizozemsko; byla pokřtěna v královské kapli v Buckinghamském paláci v Londýně, přičemž manželka krále Jiřího VI., královna Alžběta, byla jedním z jejích kmotrů. Když rodina opouštěla Nizozemsko, na přístav, kde se naloďovali na britskou válečnou loď, zaútočil německý nálet; jedna z německých bomb explodovala 200 metrů od rodiny. Irene byla umístěna do plynotěsného nosiče, aby byla chráněna před nebezpečnými plyny.
Když začal londýnský Blitz, princezna Juliána a její dcery znovu odletěly, tentokrát do exilu v kanadské Ottawě, kde se narodila její mladší sestra Margriet a kde Irene navštěvovala veřejnou školu v Rockcliffe Park. Jako teenagera ji nizozemský tisk nazýval „okouzlující nizozemskou princeznou“. Během války byla nizozemská královská brigáda (formace svobodných nizozemských vojáků, kteří bojovali po boku spojenců) pojmenována po princezně Irene.
Irene, vždy nezávislá osoba, byla nadšená, když od svého otce získala sportovní auto. Irene neměla štěstí; když otevřela kapotu automobilu, všimla si, že vozidlo jen vypadalo jako sportovní vůz, ale mělo motor běžného automobilu. Požádala svého otce o povolení upravit vozidlo na skutečné závodní auto, což princ Bernhard odmítl povolit.
Byla družičkou na svatbě infanta Juana Carlose Španělského a princezny Sofie Řecké v roce 1962.
Studovala na Univerzitě v Utrechtu. Poté odjela do Madridu, aby se naučila španělštinu a byla dostatečně zdatná na to, aby se stala oficiální tlumočnicí.

## Kontroverzní manželství

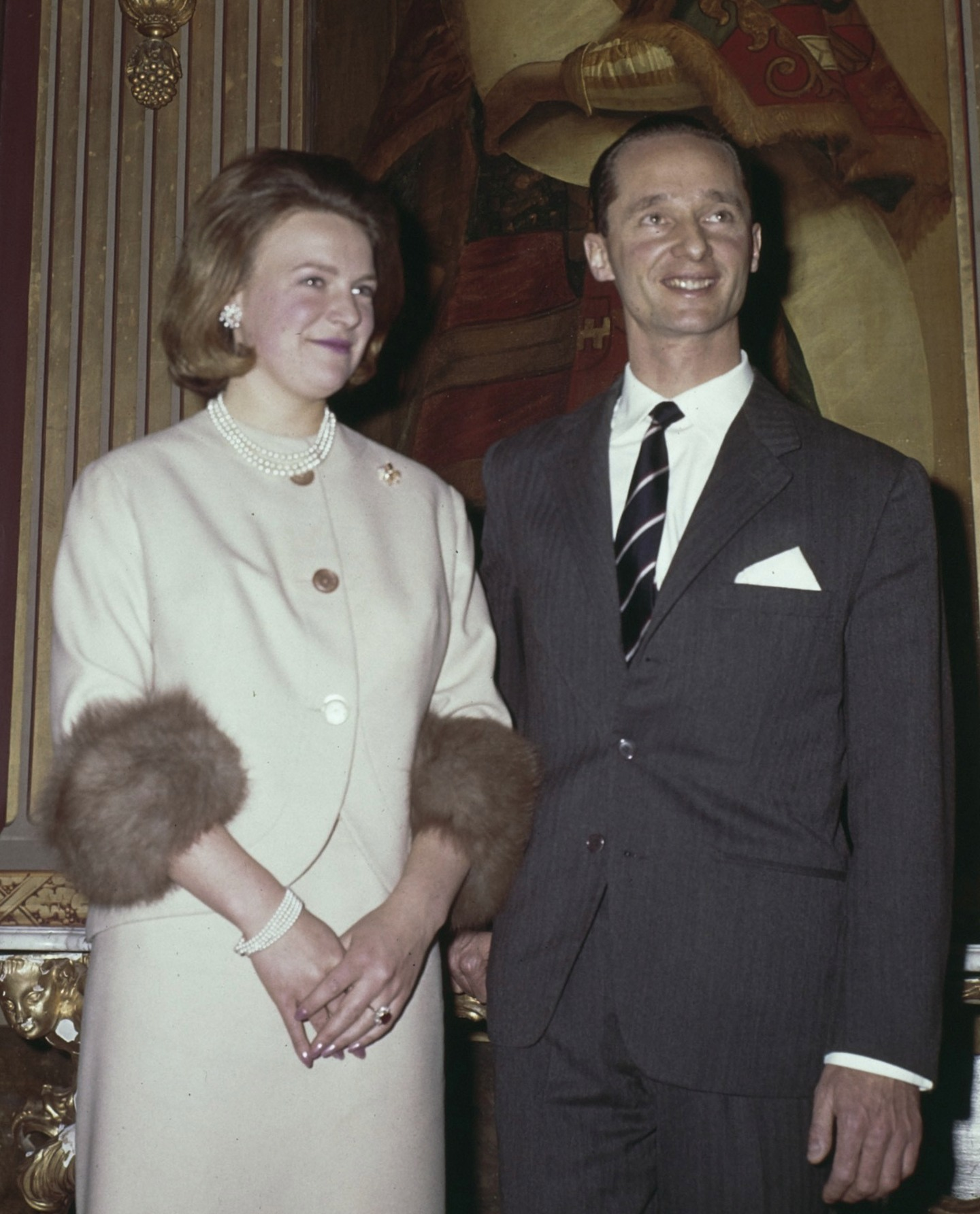
Princezna Irene s Karlem Hugem v roce 1964

Během studia španělštiny v Madridu se Irene setkala s Karlem Hugem, vévodou z Parmy, nejstarším synem karlistického uchazeče o španělský trůn Xaviera. V létě roku 1963 princezna Irene tajně konvertovala z protestantismu na katolicismus. Veřejnost i královská rodina se o konverzi poprvé dozvěděli, když se na titulní stránce amsterdamských novin objevila fotografie, na které princezna klečí při přijímání na mši v římskokatolickém kostele jeronymitů (Los Jerónimos) v Madridu. Irenina konverze proběhl rok před oznámením o jejím zasnoubení, ale královská rodina tuto zprávu oficiálně oznámila až v lednu 1964. Když unikly zprávy, že je zasnoubená s princem Karlem Hugem (8 1930), vyvolalo to protest a ústavní krizi.
Svatby princezny Irene a prince Karla Huga dne 29. dubna 1964 v kapli Borghese v bazilice Panny Marie Sněžné v Římě v Itálii se nezúčastnil nikdo z nizozemské královské rodiny ani žádný nizozemský diplomatický zástupce. Na slavnostním ceremoniálu také nebyli žádní zástupci španělské vlády; pár si vybral Řím jako místo svatby kvůli jeho neutralitě.

## Od rozvodu
V roce 1980 se Irene a její děti vrátily do Nizozemska. Zapojila se do různých workshopů o osobním rozvoji a snažila se „najít sebe sama“. V letech 1983 a 1985 se veřejně vyslovila proti dalšímu rozmístění raket NATO na velké protijaderné demonstraci v Haagu a dopisem deníku De Volkskrant. Její spojení s přírodou, které podle ní cítila od dětství, se prohloubilo a v roce 1995 vydala knihu Dialog s přírodou.
V roce 1999 koupila farmu poblíž Nieu-Bethesdy v Jihoafrické republice a přeměnila ji na svatyni. V roce 2001 pomohla založit NatuurCollege v Nizozemsku. Je také zakladatelkou organizace NatureWise, která přivádí děti v základních školách v Nizozemsku přímo do kontaktu s přírodou. Princezna je čestným členem budapešťského klubu.

## Děti
Karel Hugo a Irene mají čtyři děti:
| Jméno                                   | Narození        | Svatba                                                                         | Partner                         | Potomci                                                                                                  |
| --------------------------------------- | --------------- | ------------------------------------------------------------------------------ | ------------------------------- | --- |
| Princ Karel, vévoda Parmský             | 27. ledna 1970  | Svobodný                                                                       | Brigitte Klynstra               | Karel Hugo Klynstra                                                                                      |
| Princ Karel, vévoda Parmský             | 27. ledna 1970  | 12. června 2010 (civilní) 20. listopadu 2010 (církevní)                        | Annemarie Gualthérie van Weezel | Princezna Luisa, markýza z Castell'Arquato Princezna Cecilia, hraběnka z Barceta Karel, kníže z Piacenzy |
| Princezna Margarita, hraběnka z Colorna | 13. října 1972  | 19. června 2001 (civilní) 22. září 2001 (církevní) rozvedena 8. listopadu 2006 | Edwin de Roy van Zuydewijn      | |
| Princezna Margarita, hraběnka z Colorna | 13. října 1972  | 3. května 2008 (civilní)                                                       | Tjalling ten Cate               | Julia ten Cate Paola ten Cate                                                                            |
| Princ Jaime, hrabě z Bardi              | 13. října 1972  | 3. října 2013 (civilní) 5. října 2013 (církevní)                               | Viktória Cservenyák             | Princezna Zita Bourbonsko-Parmská Princezna Gloria Bourbonsko-Parmská                                    |
| Princezna Carolina, markýza ze Sala     | 23. června 1974 | 21. dubna 2012 (civilní) 16. června 2012 (církevní)                            | Albert Brenninkmeijer           | Alaïa-Maria Brenninkmeijer Xavier Brenninkmeijer                                                         |

## Tituly, oslovení a vyznamenání

### Tituly
- 5. srpna 1939 – 15. listopadu 1964: Její královská Výsost princezna Irene Nizozemská, princezna oranžsko-nasavská, princezna lippsko-biesterfeldská
- 15. listopadu 1964 – 7. května 1977: Její královská Výsost princezna z Piacenzy
- 7. května 1977 – 7. ledna 1981: Její královská Výsost vévodkyně parmská
- 7. ledna 1981 – současnost: Její královská Výsost princezna Irene Nizozemská, princezna oranžsko-nasavská, princezna lippsko-biesterfeldská[25][26]

Od rozvodu používá následující jména:
- Princezna Irene Lippsko-Biesterfeldská
- Paní (Mevrouw) van Lippe-Biesterfeld

### Vyznamenání

#### Národní vyznamenání
- Nizozemsko: Rytíř velkokříže Řádu nizozemského lva
- Nizozemsko: Příjemkyně inaugurační medaile krále Viléma Alexandra
- Nizozemsko: Medaile královské svatební medaile z roku 2002
- Nizozemsko: Příjemkyně inaugurační medaile královny Beatrix
- Nizozemsko: Příjemkyně královské svatební medaile z roku 1966
- Nizozemsko: Příjemkyně inaugurační medaile královny Juliány

#### Zahraniční vyznamenání
- Rakousko: Čestný odznak Za zásluhy o Rakouskou republiku
- Belgie: Rytíř velkokříže Řádu Leopolda[27]
- Íránská císařská rodina: Člen 2. třídy císařského řádu Plejád
- Mexiko: Velkokříž Řádu aztéckého orla[28]
- Peru: Velkokříž Řádu peruánského slunce[29]
- Thajsko: Rytíř velkostuhy Řádu Chula Chom Klao[30]

## Vývod z předků
|                  |                                              |  |                                       |                                      |  |  |  |  |  |  |  | Juliust zur Lippe-Biesterfeld |
|                  |                                              |  |                                       |                                      |  |  |  |  |  |  |  |                               |
|                  | Arnošt II. zur Lippe-Biesterfeld             |  |                                       |                                      |  |  |  |  |  |  |  |                               |
|                  |                                              |  |                                       |                                      |  |  |  |  |  |  |  |                               |
|                  |                                              |  |                                       | Adelheid Clotilde z Castell-Castellu |  |  |  |  |  |  |  |                               |
|                  |                                              |  |                                       |                                      |  |  |  |  |  |  |  |                               |
|                  | Bernhard zur Lippe-Biesterfeld               |  |                                       |                                      |  |  |  |  |  |  |  |                               |
|                  |                                              |  |                                       |                                      |  |  |  |  |  |  |  |                               |
|                  |                                              |  |                                       | Leopold Otto z Wartenslebenu         |  |  |  |  |  |  |  |                               |
|                  |                                              |  |                                       |                                      |  |  |  |  |  |  |  |                               |
|                  | Karoline z Wartenslebenu                     |  |                                       |                                      |  |  |  |  |  |  |  |                               |
|                  |                                              |  |                                       |                                      |  |  |  |  |  |  |  |                               |
|                  |                                              |  |                                       | Mathilde Halbach                     |  |  |  |  |  |  |  |                               |
|                  |                                              |  |                                       |                                      |  |  |  |  |  |  |  |                               |
|                  | Bernhard Lippsko-Biesterfeldský              |  |                                       |                                      |  |  |  |  |  |  |  |                               |
|                  |                                              |  |                                       |                                      |  |  |  |  |  |  |  |                               |
|                  |                                              |  |                                       | Wolfgang Adolf z Crammu              |  |  |  |  |  |  |  |                               |
|                  |                                              |  |                                       |                                      |  |  |  |  |  |  |  |                               |
|                  | Aschwin ze Sierstorpff-Crammu                |  |                                       |                                      |  |  |  |  |  |  |  |                               |
|                  |                                              |  |                                       |                                      |  |  |  |  |  |  |  |                               |
|                  |                                              |  |                                       | Hedviga z Crammu                     |  |  |  |  |  |  |  |                               |
|                  |                                              |  |                                       |                                      |  |  |  |  |  |  |  |                               |
|                  | Armgard ze Sierstorpff-Crammu                |  |                                       |                                      |  |  |  |  |  |  |  |                               |
|                  |                                              |  |                                       |                                      |  |  |  |  |  |  |  |                               |
|                  |                                              |  |                                       | Ernst Moritz ze Sierstorpff-Driburgu |  |  |  |  |  |  |  |                               |
|                  |                                              |  |                                       |                                      |  |  |  |  |  |  |  |                               |
|                  | Hedwiga ze Sierstorpff-Driburgu              |  |                                       |                                      |  |  |  |  |  |  |  |                               |
|                  |                                              |  |                                       |                                      |  |  |  |  |  |  |  |                               |
|                  |                                              |  |                                       | Karoline z Vincke                    |  |  |  |  |  |  |  |                               |
|                  |                                              |  |                                       |                                      |  |  |  |  |  |  |  |                               |
| Irene Nizozemská |                                              |  |                                       |                                      |  |  |  |  |  |  |  |                               |
|                  |                                              |  |                                       |                                      |  |  |  |  |  |  |  |                               |
|                  |                                              |  | Pavel Fridrich Meklenbursko-Zvěřínský |                                      |  |  |  |  |  |  |  |                               |
|                  |                                              |  |                                       |                                      |  |  |  |  |  |  |  |                               |
|                  | Bedřich František II. Meklenbursko-Zvěřínský |  |                                       |                                      |  |  |  |  |  |  |  |                               |
|                  |                                              |  |                                       |                                      |  |  |  |  |  |  |  |                               |
|                  |                                              |  |                                       | Alexandra Pruská                     |  |  |  |  |  |  |  |                               |
|                  |                                              |  |                                       |                                      |  |  |  |  |  |  |  |                               |
|                  | Jindřich Meklenbursko-Zvěřínský              |  |                                       |                                      |  |  |  |  |  |  |  |                               |
|                  |                                              |  |                                       |                                      |  |  |  |  |  |  |  |                               |
|                  |                                              |  |                                       | Adolf Schwarzbursko-Rudolstadtský    |  |  |  |  |  |  |  |                               |
|                  |                                              |  |                                       |                                      |  |  |  |  |  |  |  |                               |
|                  | Marie Schwarzbursko-Rudolstadtská            |  |                                       |                                      |  |  |  |  |  |  |  |                               |
|                  |                                              |  |                                       |                                      |  |  |  |  |  |  |  |                               |
|                  |                                              |  |                                       | Matylda Schonbursko-Waldenburská     |  |  |  |  |  |  |  |                               |
|                  |                                              |  |                                       |                                      |  |  |  |  |  |  |  |                               |
|                  | Juliána Nizozemská                           |  |                                       |                                      |  |  |  |  |  |  |  |                               |
|                  |                                              |  |                                       |                                      |  |  |  |  |  |  |  |                               |
|                  |                                              |  |                                       | Vilém II. Nizozemský                 |  |  |  |  |  |  |  |                               |
|                  |                                              |  |                                       |                                      |  |  |  |  |  |  |  |                               |
|                  | Vilém III. Nizozemský                        |  |                                       |                                      |  |  |  |  |  |  |  |                               |
|                  |                                              |  |                                       |                                      |  |  |  |  |  |  |  |                               |
|                  |                                              |  |                                       | Anna Pavlovna Ruská                  |  |  |  |  |  |  |  |                               |
|                  |                                              |  |                                       |                                      |  |  |  |  |  |  |  |                               |
|                  | Vilemína Nizozemská                          |  |                                       |                                      |  |  |  |  |  |  |  |                               |
|                  |                                              |  |                                       |                                      |  |  |  |  |  |  |  |                               |
|                  |                                              |  |                                       | Jiří Viktor Waldecko-Pyrmontský      |  |  |  |  |  |  |  |                               |
|                  |                                              |  |                                       |                                      |  |  |  |  |  |  |  |                               |
|                  | Emma Waldecko-Pyrmontská                     |  |                                       |                                      |  |  |  |  |  |  |  |                               |
|                  |                                              |  |                                       |                                      |  |  |  |  |  |  |  |                               |
|                  |                                              |  |                                       | Helena Nasavská                      |  |  |  |  |  |  |  |                               |
|                  |                                              |  |                                       |                                      |  |  |  |  |  |  |  |                               |